# Ubierna
Ubierna es una localidad situada en la provincia de Burgos, comunidad autónoma de Castilla y León (España), comarca de Alfoz de Burgos. Su situación administrativa es la de Entidad Local Menor dependiente del ayuntamiento de Merindad de Río Ubierna.
Situada en plena N-623-N-627, constituirá el punto final de los dos primeros tramos de la autovía Burgos - Aguilar de Campoo, lo que le permitirá disponer de una conexión de alta capacidad con la ciudad de Burgos, de la que se encuentra a 21 kilómetros.

## Situación
Se encuentra a unos 19 km al norte de la ciudad de Burgos, y a 7 km de la capital del municipio, Sotopalacios.

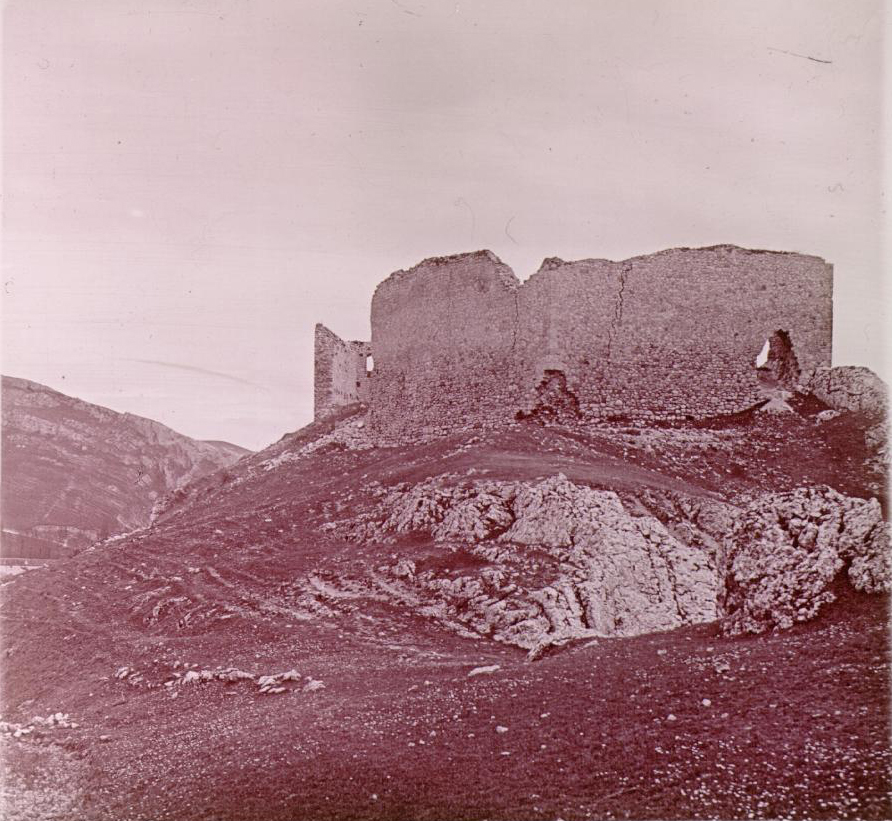
El castillo de Ubierna hacia el año 1925. Fotografía de Eustasio Villanueva. Fototeca del IPCE.

## Lugares de interés
- Castillo de Ubierna

El castillo medieval fue una fortaleza de grandes dimensiones. Actualmente quedan algunos restos, pues muchas de sus piedras fueron reutilizadas en el siglo XX, en otras construcciones. Según vemos en una fotografía antigua, tomada hacia el año 1925 por Eustasio Villanueva, sus muros eran altos y de gran espesor. Este castillo fue muy disputado entre las tropas navarras y castellanas, en el siglo XI.
- Iglesia Parroquial

Dedicada a San Juan Bautista, con retablo mayor clasicista fechado en 1640, trabajado por Sebastián y Toribio González. Este retablo contiene imágenes de San Pedro, San Pablo, San Juan Bautista, y Calvario completo; relieves del bautismo y decapitación de San Juan; sagrario con San Pedro; Virgen sedente del siglo XV. Hay otros retablos de estilos rococó y neoclásico. Arquitectónicamente, la iglesia tiene torre cuadrangular, con grandes campanas y reloj; tres ábsides semicirculares románico-góticos con contrafuertes; planta protogótica de tres naves, y capilla con columnas, capiteles, arcos y bóvedas de crucería, de piedra. Pila bautismal románica, de copa lisa y base circular moldurada. 
- Ermita de Montesclaros

A escasos metros del pueblo de Ubierna, se encuentra la ermita de Montesclaros, de cuya Virgen de Montesclaros los vecinos de Ubierna son devotos. La ermita es de una única nave rectangular, empezada en el siglo X, con un arco de herradura, y continuada su construcción y reformada en los siguientes siglos, en estilo gótico.

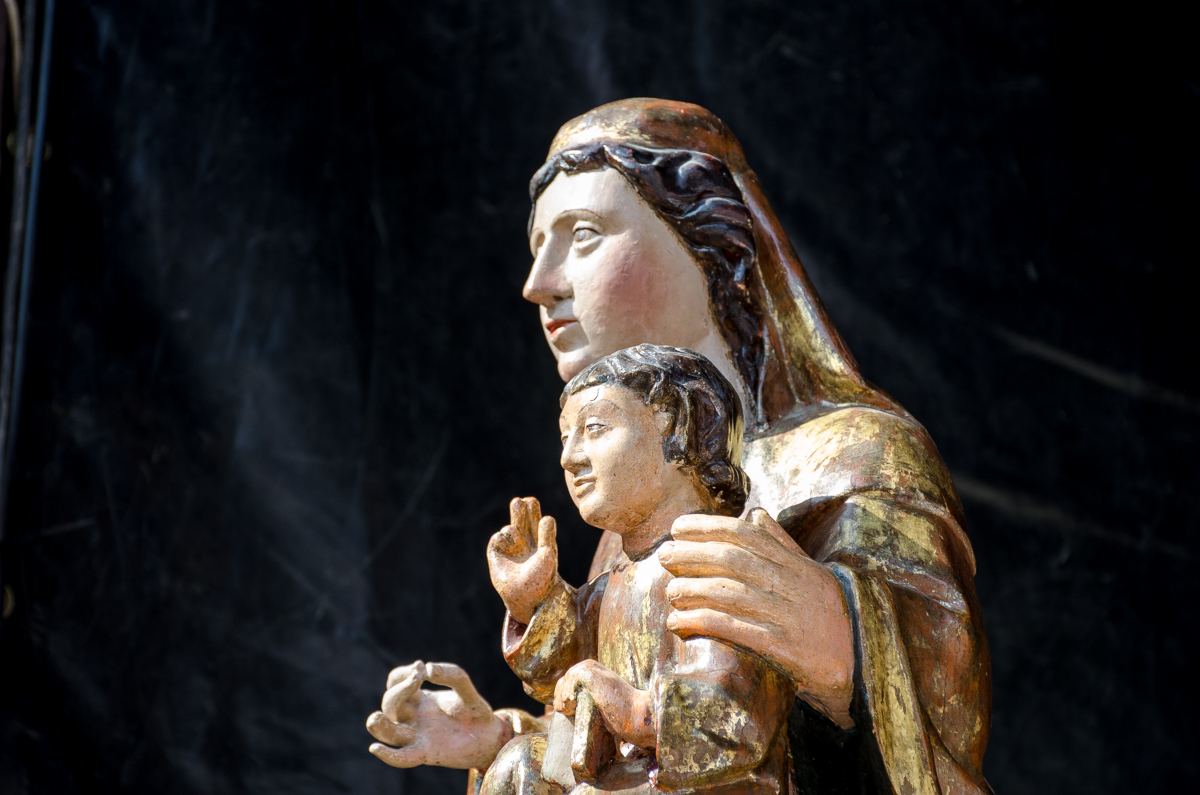
Detalle de la imagen de la Virgen de Montesclaros de Ubierna (Burgos)

- Ayuntamiento

## Fiestas de Ubierna
Las fiestas mayores del pueblo de Ubierna se celebran coincidiendo con la festividad de San Juan el 24 de junio. A mediados de agosto se realiza otra fiesta para celebrar la temporada con todos los veraneantes.

## Piscinas Públicas
El pueblo de Ubierna cuenta con piscinas públicas, pertenecientes a la Merindad de Río Ubierna. Disponen de piscina para adultos y otra para los más pequeños. Los meses de julio y agosto son utilizadas. El precio de acceso del año 2012 fue de 2 euros por persona. Disponen de bar para comer.

## Demografía
| Gráfica de evolución demográfica de Ubierna entre 1842 y 1970 |
| |
| Población de derecho según los censos de población del INE. Población de hecho según los censos de población del INE.Entre el censo de 1981 y el anterior, este municipio desaparece porque se agrupa en el municipio Merindad de Río Ubierna. |

Los siguientes datos demográficos corresponden a la población de derecho del pueblo de Ubierna, sin incluir ningún otro pueblo de los que conforman el actual municipio de Merindad de Río Ubierna:
| 1842 | 1857 | 1860 | 1877 | 1887 | 1897 | 1900 | 1910 | 1920 | 1930 | 1940 | 1950 | 1960 | 1970 | 2000 | 2010 |
| ---- | ---- | ---- | ---- | ---- | ---- | ---- | ---- | ---- | ---- | ---- | ---- | ---- | ---- | ---- | ---- |
| 346  | 483  | 458  | 499  | 514  | 494  | 578  | 569  | 515  | 520  | 481  | 429  | 332  | 220  | 135  | 171  |

## Descripción antigua deSebastián Miñano(año 1826)
Ubierna y San Martín. Lugar de Realengo de España, provincia, partido y arzobispado de Burgos, jurisdicción de Río-Hubierna, alcalde pedáneo, 99 vecinos, 387 habitantes, 2 parroquias, 1 ermita, 1 castillo ruinoso.

### Geografía
Ubierna se encuentra al pie de una peña que es continuación de la famosa sierra de Atapuerca, la cual le defiende de los vientos Este y Norte.

### La Vega
La vega en que está fundado este pueblo, y que tiene en lo común 1 legua de anchura, sin haber en ella ni siquiera una piedra, da indicios de haber podido ser todo este valle un gran lago , en el cual, al retirarse las aguas, formaron una colina chata que llaman La Loma , y es la que divide el valle a lo largo por medio, y se compone de cascajo, y tierra granuriente arenosa, muy semejante de la del fondo del valle por uno y por otro costado.
Nos confirma esta opinión por haberse encontrado en ella petrificaciones que asemejan a los mariscos, y en las cuevas de la peñas, jaspes y mármoles, nada vulgares.

### Caminos y sendas
El camino hasta San Martín es muy bueno, y va por entre dos sierras, entre las cuales corre el río Ubierna.

### Historia
Ubierna fue fundada en 884 por el conde de Castilla Diego Rodríguez Porcelos, hijo del conde Rodrigo. Esta es una de las villas que El Cid donó en carta de arras a su esposa Jimena.
El arca con los documentos y ejecutorias de los caballeros de la Hermandad de Muy Ilustres Caballeros Hijosdalgo de Río Ubierna e Infanzones de Vivar del Cid, quedaba en casa de un hijodalgo de Ubierna, custodiando sus dos llaves, dos hijosdalgo claveros que habían de ser vecinos de las dos solas villa de "Ontomín" y "Soto Palacios".

### Economía
Produce su término abundantes granos y legumbres. En el valle son frecuentes las canteras de yeso y mármoles. En las colinas que la cercan las de piedra calcárea, caliza y gredosa, de que son todos los edificios.